# Slovenia Future Series 2021
Die Slovenia Future Series 2021 im Badminton fand vom 25. bis zum 28. November 2021 in Brežice statt.

## Sieger und Platzierte
| Disziplin    | Gold                                    | Silber                               | Bronze                        |
| ------------ | --------------------------------------- | ------------------------------------ | ----------------------------- |
| Herreneinzel | Andi Fadel Muhammad                     | Giovanni Toti                        | Albin Carl Hjelm              |
| Herreneinzel | Andi Fadel Muhammad                     | Giovanni Toti                        | Brian Holtschke               |
| Dameneinzel  | Simona Pilgaard                         | Rhucha Sawant                        | Rosy Oktavia Pancasari        |
| Dameneinzel  | Simona Pilgaard                         | Rhucha Sawant                        | Laura Fløj Thomsen            |
| Herrendoppel | William Kryger Boe Christian Faust Kjær | Jakob Houe Mads Juel Møller          | Fabio Caponio Giovanni Toti   |
| Herrendoppel | William Kryger Boe Christian Faust Kjær | Jakob Houe Mads Juel Møller          | Noah Haase Alex Vlaar         |
| Damendoppel  | Viktoriia Kozyreva Mariia Sukhova       | Nika Arih Lia Šalehar                | Martina Corsini Judith Mair   |
| Damendoppel  | Viktoriia Kozyreva Mariia Sukhova       | Nika Arih Lia Šalehar                | Katharina Fink Yasmine Hamza  |
| Mixed        | Mads Muurholm Clara Løber               | Jacob Hougaard Frederikke Østergaard | Jaka Ivančič Lia Šalehar      |
| Mixed        | Mads Muurholm Clara Løber               | Jacob Hougaard Frederikke Østergaard | Fredrik Kristensen Aimee Hong |